# Denges
Denges (hist. Dalingen) − miejscowość i gmina (commune) w zachodniej Szwajcarii, w kantonie Vaud, w okręgu (district) Morges. 

## Demografia
W Denges mieszkają 1774 osoby. W 2021 roku 32,9% populacji gminy stanowiły osoby urodzone poza Szwajcarią.

## Transport
Przez teren gminy przebiegają autostrada A1 oraz drogi główne nr 1 i nr 135. 